# Michał Nalepa (ur. 1995)
Michał Nalepa (ur. 24 marca 1995 w Wejherowie) – polski piłkarz, występujący na pozycji pomocnika, w latach 2014–2020 w Arce Gdynia, 2020–2021 w Giresunsporze, 2021–2022 w Jagiellonii Białystok i od 2022 w Sakaryasporze.

## Statystyki

### Klubowe
(aktualne na dzień 17 marca 2019)
| Klub               | Sezon              | Liga               | Liga | Liga | Puchar kraju | Puchar kraju | Europa | Europa | Inne | Inne | Suma | Suma |
| Klub               | Sezon              | Liga               | M.   | Br.  | M.           | Br.          | M.     | Br.    | M.   | Br.  | M.   | Br.  |
| ------------------ | ------------------ | ------------------ | ---- | ---- | ------------ | ------------ | ------ | ------ | ---- | ---- | ---- | ---- |
| Arka II Gdynia     | 2012/13            | III liga           | 1    | 0    | –            | –            | –      | –      | –    | –    | 1    | 0    |
| Arka II Gdynia     | 2013/14            | III liga           | 24   | 5    | –            | –            | –      | –      | –    | –    | 24   | 5    |
| Arka II Gdynia     | 2014/15            | III liga           | 2    | 0    | –            | –            | –      | –      | –    | –    | 2    | 0    |
| Arka II Gdynia     | Ogólnie            | Ogólnie            | 27   | 5    | 0            | 0            | 0      | 0      | 0    | 0    | 27   | 5    |
| Arka Gdynia        | 2014/15            | I liga             | 33   | 3    | 1            | 0            | –      | –      | –    | –    | 34   | 3    |
| Arka Gdynia        | 2015/16            | I liga             | 29   | 5    | 1            | 0            | –      | –      | –    | –    | 30   | 5    |
| Arka Gdynia        | 2016/17            | Ekstraklasa        | 10   | 0    | 2            | 0            | –      | –      | –    | –    | 12   | 0    |
| Arka Gdynia        | 2017/18            | Ekstraklasa        | 27   | 1    | 5            | 0            | 1      | 0      | 1    | 0    | 34   | 1    |
| Arka Gdynia        | 2018/19            | Ekstraklasa        | 21   | 2    | 2            | 0            | 0      | 0      | 1    | 0    | 24   | 2    |
| Arka Gdynia        | Ogólnie            | Ogólnie            | 120  | 11   | 11           | 0            | 1      | 0      | 2    | 0    | 134  | 11   |
| Ogólnie w karierze | Ogólnie w karierze | Ogólnie w karierze | 147  | 16   | 11           | 0            | 1      | 0      | 2    | 0    | 161  | 16   |

## Sukcesy

### Arka Gdynia
- Mistrzostwo I ligi: 2015/2016
- Puchar Polski: 2016/2017
- Superpuchar Polski: 2017, 2018